# 急降下爆撃

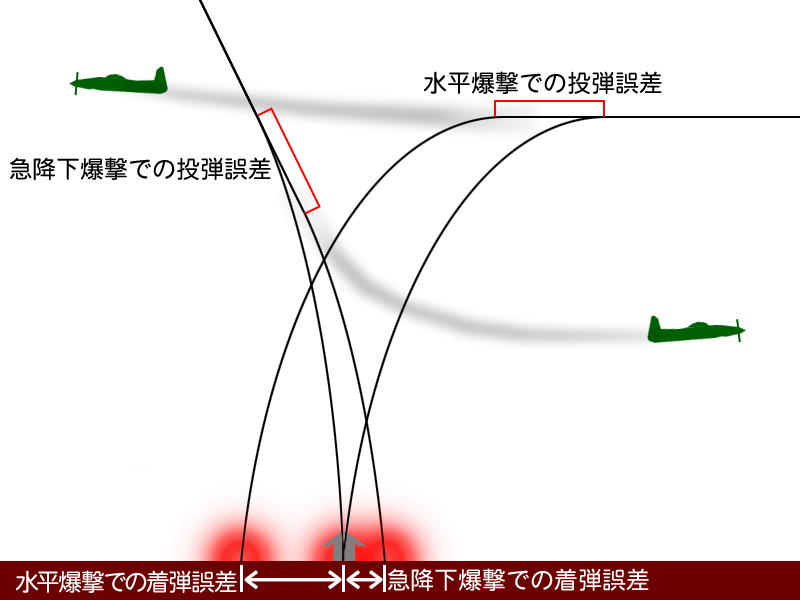
急降下爆撃と水平爆撃の違い。同じ精度で投弾を行っても、急降下爆撃の方が着弾誤差が小さくなる

急降下爆撃（きゅうこうかばくげき）は、急降下しながら機体の軸に沿って爆弾を投下する爆撃。

## 理論
急降下爆撃が登場するまで、飛行機による爆撃法は水平爆撃だけであった。命中精度が格段によいということから画期的な戦法として世界中に広がり採用され、専門の飛行機も開発試作されるようになった。
急降下爆撃は小さな目標を精密爆撃するのに適しており、特に海上の艦船爆撃には最適であった。ただし、戦艦など装甲を施した大型艦の水平装甲を貫徹するのは困難な場合も多く、後年になるほど損害を与えられるのは非装甲の上部構造物や装備品、そこに居る人員にとどまり、弾薬庫の誘爆・浸水・沈没に至らしめるのは難しかった。また、投下高度を下げただけ命中率は高くなるが、その分敵の防御砲火による攻撃側の損害は大きくなり離脱は難しくなる。
急降下爆撃の場合、降下する機体のベクトルと爆弾の落下するベクトルが近いために、命中率を高めることが可能となる。但し、この方法では水平爆撃と比べて降下機動や急降下からの引き起こしなど機体にかかる負荷が大きくなる他、降下速度の制御の為の特別な空力ブレーキを装着する必要がある場合があり、急降下爆撃専用の機体（急降下爆撃機）を開発することが多い。また、通常の場合、投弾高度は500-900メートルと水平爆撃に比べてかなり低い。即ち、爆弾の位置エネルギーは小さくなり、従って着弾時の運動エネルギーも小さくなるが、水平爆撃とは異なり運動エネルギーに降下速度が加算される。水平爆撃の高度が高くなるほど、同一爆弾を使用してもその貫徹力は一般に水平爆撃に比較して劣ることが多くなる。なお、急降下爆撃による撃沈が難しい理由には使用される爆弾の大きさもあり、例えば真珠湾攻撃に於いて97式艦上攻撃機が行った水平爆撃で使用されたのは800kg爆弾であるが、急降下爆撃で使用された爆弾は250kgしかなかった。同大戦末期には大型の爆弾を搭載できる急降下爆撃機も開発されているが、初期の段階では急降下に耐えうる機体構造に重量を割かねばならず、一般的に急降下爆撃機の搭載量は機体規模が同程度の水平爆撃機よりも少なかった。
投弾方法は主に
- 先頭機に従って後続機が単縦陣に連なって順次急降下・投弾していく方法
- 編隊全機が一斉に急降下する方法

の2つがある。
前者は、先行機の攻撃による着弾を見て後続機が照準を修正でき、目標の回避運動に対して柔軟に対応できるため命中率が高くなる反面、編隊全機が空中のほぼ一点を順次必ず通過するため、そこに対空砲火を集中されると次々と被弾・撃墜される致命的リスクがある。これは、太平洋戦争前半まで日本海軍が使用した戦法である。
後者は、先頭機の急降下開始と共に後続機も一斉に急降下に入り、各機の照準にしたがって投弾する方法であるが、投弾タイミングが編隊全機でほぼ同じため、目標が急激な回避運動をした場合、全弾命中しないということもあり得る。しかし、対空砲火は分散もしくは一部（多くは先頭機）に対して集中するため、被害が局限できるという利点がある。これは、アメリカ海軍などが採用した戦法である。日本海軍も太平洋戦争後期にはこの戦法に変更している。
なお、日本海軍における急降下爆撃の降下角度は50°から60°の間であった。この角度に関しては戦法の違いもあり、各国で若干の差異がある。降下角度が急になり過ぎると、操縦者の体が座席から浮き上がり操縦しにくくなるなど弊害が生じるため、完全な鉛直方向への急降下爆撃は困難である。

## 歴史
急降下爆撃は、アメリカ陸軍航空隊によって実用段階にまで高められ、1919年、ハイチ、ドミニカ共和国に対するアメリカ海兵隊の作戦で海兵隊所属機によって世界で初めて実戦で実施された。
この爆撃の発明を受けて各国は急降下爆撃の研究と専用機種の開発を始めた。アメリカでは、1934年1月にアメリカ海軍の艦上戦闘機カーチスF6Cが艦上爆撃機に変更され、改良を重ね、1935年にアメリカ初の急降下爆撃機SBCとして完成した。愛称の“ヘルダイバー”（カイツブリの意）はSB2Cにも引き継がれ、以降もアメリカで急降下爆撃機の代名詞として使われた。SBCは1937年に配備され、装備した部隊は「爆撃航空隊」と呼ばれた。
日本海軍でも急降下爆撃の研究が始まり、1931年には急降下爆撃機である六試特殊爆撃機の試作を決め、六試特殊爆撃機、七試特殊爆撃機の失敗を経て、1934年に八試特殊爆撃機が完成した。これが日本初の急降下爆撃機である九四式艦上爆撃機である。
急降下爆撃の研究は小さな目標を精密爆撃するには、これ以外にないということから進められた。特に海上の艦船爆撃には効果的であった。ヨーロッパ諸国においても、対艦爆撃だけでなく、地上の陸軍部隊や施設への攻撃用に急降下爆撃機の開発・配備が進んだ。特にナチス・ドイツ空軍のJu87は第二次世界大戦前半に猛威を振るい、その愛称“シュトゥーカ”（Stuka）が急降下爆撃機の代名詞となった。
急降下爆撃は第二次世界大戦において多用された。
日本海軍では、1942年4月のセイロン沖海戦では、第一航空艦隊の空母4隻の急降下爆撃隊がイギリス海軍の空母「ハーミーズ」、重巡「コーンウォール」「ドーセットシャー」に対して平均命中率は80%超に達し、なおかつ被撃墜機無しで3隻とも撃沈させた。
米海軍の急降下爆撃機は偵察機の機能を備えたものもあり、正規空母の飛行隊編制では爆撃飛行隊（VB）に加え、索敵飛行隊（VS）も配備されている。1942年6月、ミッドウェー海戦において急降下爆撃で日本の空母を撃沈した。
イギリス海軍は、どちらかというと雷撃を重視していたが、これは、予想戦場を北海や地中海としていたため、敵機は空母よりも陸上基地（複数）から出撃してくるものと考えられていたからである（ドイツ・イタリア共に、結局空母を実用化できなかった）。また、イラストリアス級航空母艦が装甲飛行甲板を備えたのもこの想定に基づく。イギリス海軍の艦上機は、艦隊防空用の単座艦上戦闘機、索敵と防空を兼務する複座艦上戦闘機、敵艦隊攻撃用の艦上雷撃機からなり、急降下爆撃は複座艦上戦闘機（後には艦上雷撃機も行うようになるが）が余技として行うものであった。
第二次世界大戦以降、急降下爆撃の有効性や必要性は薄れた。レーダーの普及、地対空/艦対空ミサイルの実用化など防空システムの強化によって、艦艇・目的地への接近が困難となった上、爆撃コンピュータなどの機上電子機器の発達による命中率の向上、誘導爆弾や空対地/空対艦ミサイルの発達で遠方から目標を爆撃できるようになったためである。それでもF/A-18 ホーネットなど、急降下爆撃のできるジェット機は存在する。
局地紛争では急降下爆撃が実施された例もある。1974年のキプロス紛争に出動したトルコ空軍のF-4ファントムはギリシャ系の軍・政府施設に、対地ミサイル攻撃と併用して急降下爆撃を実施した。当時のNATO合同演習で、トルコ空軍は急降下爆撃の命中率で連続優勝するほどであったという。また、フィリピンでは、アブ・サヤフの掃討作戦において、フィリピン空軍のSF-260軽攻撃機が急降下爆撃を実施した。